# Conny Andersson
Conny Andersson (bolj znan kot Slim Borgudd), švedski dirkač Formule 1, * 28. december 1939, Alingsås, Švedska.

## Življenjepis
Andersson je upokojeni švedski dirkač Formule 1. V sezonah 1972 in 1974 je osvojil naslov prvaka v prvenstvu Švedske Formule 3. V Formuli 1 je debitiral v sezoni 1976, ko je nastopil le na dirki za Veliko nagrado Nizozemske in odstopil. V naslednji sezoni 1977 je nastopil še na štirih Velikih nagradah, toda na nobeni se mu ni uspelo kvalificirati na dirko.

## Popolni rezultati Formule 1
(legenda) (odebeljene dirke pomenijo najboljši štartni položaj, poševne pa najhitrejši krog, †-uvrščen kljub odstopu)
| Leto | Moštvo                     | Šasija       | Motor       | 1   | 2   | 3    | 4    | 5       | 6   | 7       | 8       | 9       | 10  | 11  | 12      | 13  | 14  | 15  | 16  | 17  | Prv | Toč |
| ---- | -------------------------- | ------------ | ----------- | --- | --- | ---- | ---- | ------- | --- | ------- | ------- | ------- | --- | --- | ------- | --- | --- | --- | --- | --- | --- | --- |
| 1976 | Team Surtees               | Surtees TS19 | Cosworth V8 | BRA | JAR | ZZDA | ŠPA  | BEL     | MON | ŠVE     | FRA     | VB      | NEM | AVT | NIZ Ret | ITA | KAN | ZDA | JAP |     | -   | 0   |
| 1977 | Rotary Watches Stanley BRM | BRM P207     | BRM V12     | ARG | BRA | JAR  | ZZDA | ŠPA DNQ | MON | BEL DNQ | ŠVE DNQ | FRA DNQ | VB  | NEM | AVT     | NIZ | ITA | ZDA | KAN | JAP | -   | 0   |